# Raden Mas Jodjana

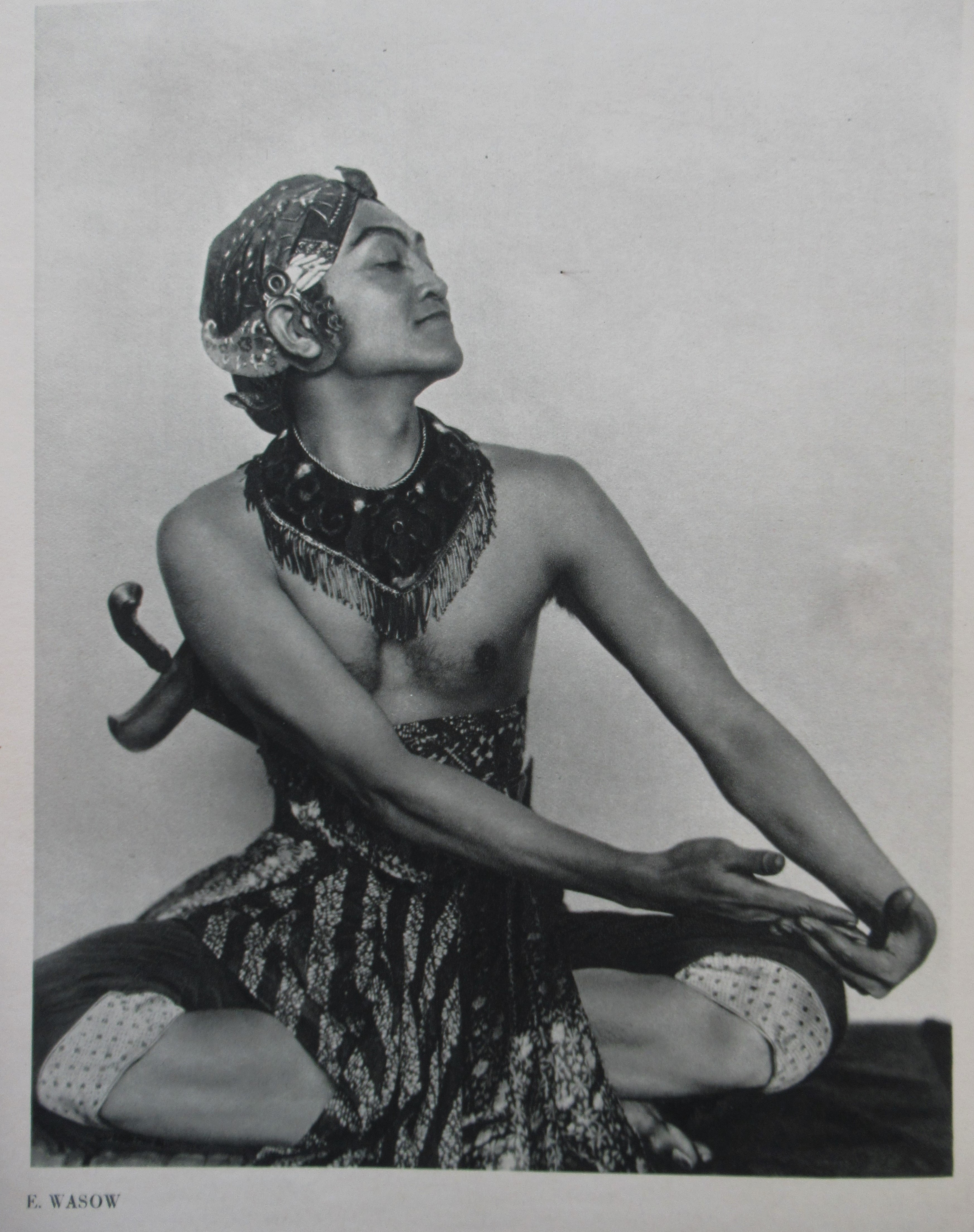
Raden Mas Jodjana. 1926/1927 (Eduard Wasow)

Raden Mas Jodjana (Yogyakarta, 23 februari 1893 - La Réole, 20 september 1972) was een Indonesische danser van klassieke Javaanse dans, en een van de beroemdste Aziatische dansers in Europa.
Hij groeide op in een traditionele omgeving. Jodjana had koninklijke connecties via beide ouders. Zijn moeder was een ceremoniemeesteres aan het hof. Op aandringen van de directeur van een basisschool stemde zijn moeder er mee in dat hij les kreeg op een Europese school. Later volgde hij de opleiding voor inheemse ambtenaren in Magelang, waar hij in 1910 afstudeerde. Hij werd aangesteld bij de koloniale administratie van het departement van Binnenlandse Zaken, en in Batavia begon hij een studie aan de Opleidingsschool voor Inlandse Rechtskundigen. Hij kreeg zijn dansopleiding van prins Soerjodiningrat, broer van de sultan, aan de dansacademie Krida-Beksa-Wirama. In 1914 kwam hij naar Nederland in het gezelschap van de latere vorst Hamengkubuwono VIII van Djokja, die in Leiden ging studeren. Jodjana schreef zich in aan de Rotterdamsche Handelsschool. In 1916, toen er overstromingen plaatsvonden in Nederlands-Indië, organiseerden verschillende Indische verenigingen in Nederland een benefietvoorstelling in de Haagsche Schouwburg om geld in te zamelen voor het getroffen gebied. Jodjana en andere Indische studenten, onder wie Noto Soeroto, voerden op deze  'soirée artistique' gamelanmuziek en hofdansen op, wat een enorm succes werd. Jodjana danste als de ijdele koning, de Kelono, een prominent figuur in de Reog Ponorogo-dans, een traditionele Javaanse dansvorm. Hij werd de ster van de avond. Vanwege dit succes werd de voorstelling nog twee keer opgevoerd. Enkele maanden later werden de studenten opnieuw gevraagd om op te treden tijdens lustrumfeesten van de universiteit in Utrecht, wat opnieuw zeer succesvol was. Dit succes betekende een keerpunt in Jodjana's leven; hij besloot zich te wijden aan de danskunst. Hij was betrokken bij de oprichting van een 'Oost-Indische toonkunst-fonds' om culturele avonden te ondersteunen. Vanaf 1919 legde hij zich volledig toe op de danskunst en gaf hij succesvolle optredens. Hij ontwikkelde nieuwe dansen en verwierf internationale bekendheid. Met groot succes danst hij o.a. in Duitsland, Frankrijk, Engeland en Hongarije. Hij werd een van de weinige Javaanse dansers in Europa die van zijn kunst kon leven. Hoewel Jodjana inspiratie putte uit traditionele kostuums, klassieke bewegingen en personages uit de Javaanse mythologie, waren zijn dansen in feite zijn eigen creaties. Hij beschouwde zichzelf als een moderne Javaanse kunstenaar, wat kritiek opleverde van mensen die vasthielden aan traditionele normen.
Eind 1922 ging Jodjana naar Parijs om zich te bekwamen in de decoratieve kunst. Hij werd opgenomen in artistieke en intellectuele kringen in Rotterdam en Den Haag. Hij perfectioneerde zichzelf ook in muziek, schilderkunst, beeldhouwen en graveren. In 1936 vestigde hij zich in Frankrijk, waar hij het Centre Jodjana oprichtte in het Château de Vergoignan. Hij had contact met talloze bekende kunstenaars en intellectuelen, zoals Isaac Israels, Pablo Casals, Ossip Zadkine, Abel Gance, Peter Brook en Jiddu Krishnamurti. 
Na de Tweede Wereldoorlog keerde hij terug naar Nederland en doceerde aan de Toneelschool in Amsterdam. Hij gaf ook cursussen in Javaanse dans en bewegingsleer, zowel in Frankrijk als aan de Amsterdamse Academie voor Dramatische Kunst.
Jodjana keerde nooit meer terug naar Indonesië.
Gezondheidsproblemen leidden er in 1970 toe dat hij zich met zijn dochter en schoonzoon, beiden arts, in La Réole vestigde. Hij stierf daar in 1972, terwijl zijn vrouw op dat moment een bezoek aan zijn geboorteland bracht.

## Wetenswaardigheden
- In 1916 nam hij schilderlessen bij Isaac Israëls. Isaac Israëls maakte ook een paar schilderijen van Jodjana.
- In 1923 trad hij in het huwelijk met zangeres Elisabeth Anna Carolina Pop (1 februari 1888 - 1981), moeder van twee dochters, die de titel Raden Ayou Jodjana aannam. Zij begeleidde zijn dansen op de piano.
- Het echtpaar kreeg twee kinderen, een zoon, Raden Bagus Bhimo (16 januari 1924 - 8 juni 1944) en een dochter, Raden Roro Parvati (15 mei 1926 - ?). Bhimo werd in november 1943 bij een razzia opgepakt en overleed in Buchenwald, Parvati werd kinderarts
- Ze adopteerden ook een jonge Ambonees, Roemahlaiselan, die zijn trouwste metgezel bleef.
- Jodjana danste in de korte film God Shiva van Bert Haanstra
- Hij was met zijn vrouw een van de grondleggers van de Europese soefibeweging